# Sobrepasturatge

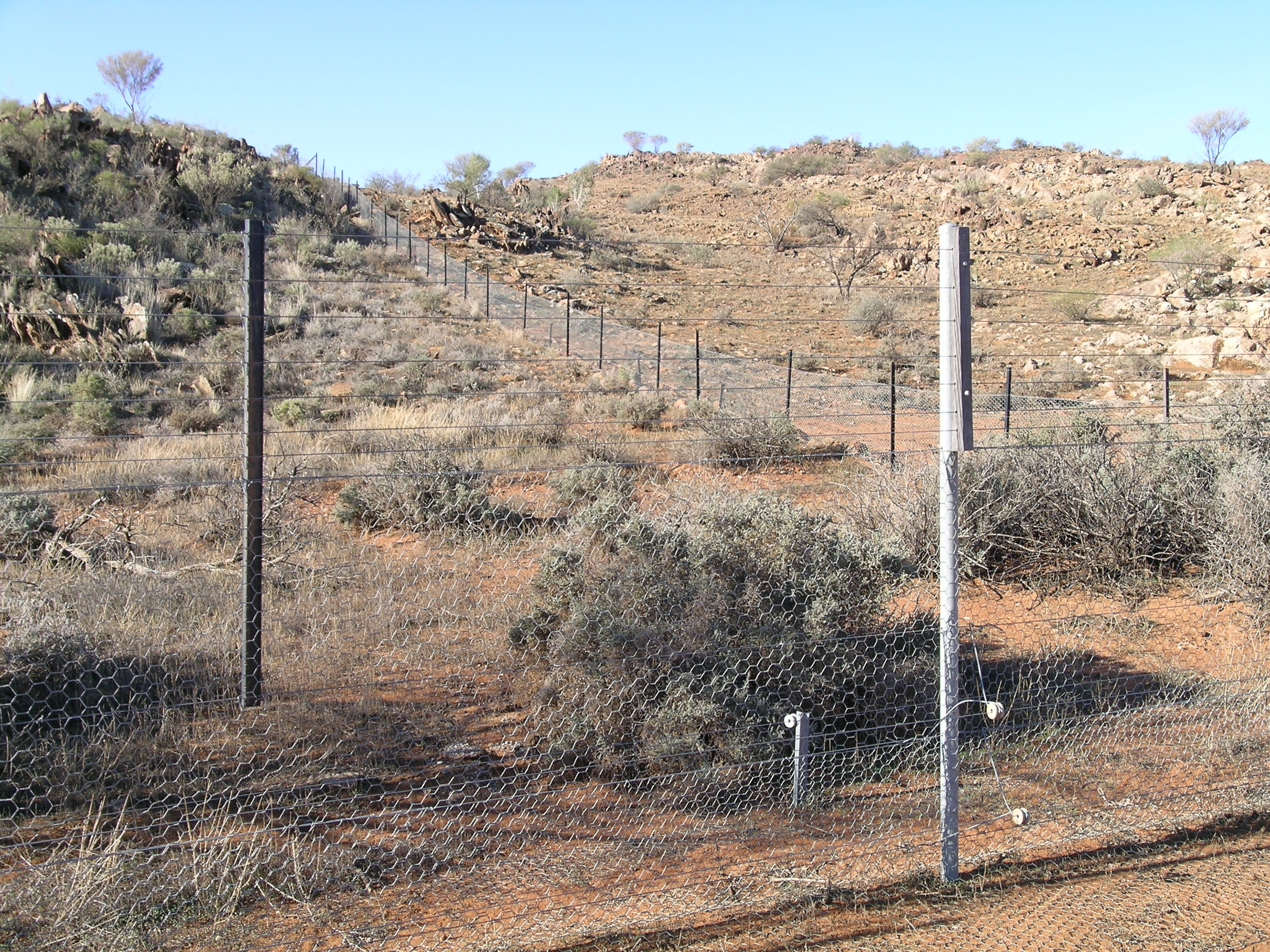
A la dreta sobrepasturatge, causat per la fauna nativa, a Nova Gal·les del Sud (Austràlia)

El sobrepasturatge o pasturatge excessiu ocorre quan les plantes estan sotmeses a una pastura intensiva durant llargs períodes, o sense suficient període de recuperació de la vegetació pasturada. Pot ser causada per la ramaderia en maneig inadequat o per sobrepoblacions d'animals indígenes o espècies invasores. Redueix la producció primària i la biodiversitat de la terra i és causa de la desertificació i l'erosió. El sobrepasturatge és també la causa de l'estensió de plantes invasores no natives i de males herbes.

## Procés
El sobrepasturatge pot ocórrer sota pasturatge rotacional o continu. Pot ser originat per tenir massa càrrega ramadera o per no controlar-ne la seva activitat de pasturatge.
El sobrepasturatge redueix el nombre de les espècies palatables dins una zona. Les plantes s'afebleixen i tenen llargada de les arrels menor i potencialment pot passar que la densitat vegetal disminueixi o canviï cap a plantes no palatables.

## Indicadors
N'és un simptoma que acabin predominant espècies herbàcies de mida curta (com passa als Estats Units amb la Poa) en altres zones del món passen a dominar plantes més altes com els arbusts no palatables (i gramínies dels gèneres Aristida o Imperata). En el sobrepasturatge, el sòl nu passa a ser visible i fàcilment s'erosiona.
un altre indicador és la necessitat d'alimentar els ramats amb farratge a partir de la tardor en zones on aquesta alimentació suplementària no és habitual.

## Impacte ecològic
Incrementa l'erosió del sòl. Redueix la fondària del sòl, la matèria orgànica i la seva fertilitat futura. La capacitat d'emmagatzemar aigua queda reduïda.